# Columba Domínguez
Columba Dominguez Adalid (Guaymas, 4 marzo 1929 – Città del Messico, 13 agosto 2014) è stata un'attrice messicana, considerata una delle più grandi stelle del periodo che è stato definito "L'epoca d'oro del cinema messicano".

## Biografia
Nata nello stato di Sonora si trasferisce giovanissima con la famiglia nella capitale. Viene notata a una festa dal regista Emilio Fernández che la convince a dedicarsi al cinema.
Inizia con piccole parti in film anche molto importanti come La perla del 1945 e già nel 1948 ha la sua grande occasione: nel film Feudalismo messicano (Maclovia) nonostante la protagonista fosse María Félix la giovane Columba ebbe modo di farsi notare non solo dal pubblico ma anche dalla critica tanto che venne premiata con il Premio Ariel come migliore attrice non protagonista.
Dopo un altro film a fianco di un'altra grande stella del periodo, Dolores del Río, finalmente ebbe la parte di protagonista nel film Pueblerina sempre con la direzione di Emilio Fernández. Il film ebbe grande successo anche in Europa e infatti venne chiamata in Italia da Augusto Genina per interpretare L'edera tratto dal romanzo di Grazia Deledda.
Nello stesso anno interpreta anche Un dìa de vida pellicola che in Messico viene ignorata ma che diventa uno dei maggiori incassi dell'anno nella ex-Jugoslavia.
Stanca di interpretare ruoli di nativa messicana e stanca dei suoi tradimenti, si allontana dal regista pigmalione Emilio Fernández e affronta nuovi ruoli con i maggiori registi del tempo, diventando ben presto una delle figure cinematografiche di maggior prestigio. Gira un film dopo l'altro, tra questi: Le rive della morte di Luis Buñuel; Il dominatore degli Indios con Toshirō Mifune e La virtud desnuda in cui compare il primo nudo ufficiale del cinema messicano, il suo. 
La relazione con il regista però riprende a intermittenza negli anni seguenti e si conclude solo con la morte di lui.
Nel 1961 realizza un disco di 10 canzoni con l'accompagnamento dell'orchestra diretta da Mario Ruiz Armengol e Chucho Ferrer.
Lavora anche per la televisione in un paio di sceneggiati di carattere storico. La sua ultima apparizione avviene nella telenovela Aprendiendo a amar del 1979.
Dirige alcuni cortometraggi ma non riesce a completare il suo sogno, il film intitolato Jacaranda deve essere sospeso per problemi finanziari. Il film era dedicato alla figlia morta tragicamente nel 1978 cadendo dal quarto piano di un edificio in circostanze mai chiarite.
Ritiratasi dal cinema e dalla televisione nel 1987, si dedica ad altre espressioni artistiche, i suoi lavori di pittrice hanno anche l'onore di una mostra in Europa. Si dedica anche ad alcune attività sportive come la scherma ed equitazione.
Negli anni 2000 viene richiamata al cinema come partecipazione speciale in alcuni lavori anche di giovani artisti e nel 2013 riceve il Premio Ariel de Oro.
Muore l'anno seguente a causa di un infarto.

## Filmografia parziale

### Cinema
- La perla, regia di Emilio Fernández (1947)
- Feudalismo messicano (Maclovia) regia di Emilio Fernández (1948)
- La Malquerida, colei che non si deve amare (La malquerida), regia di Emilio Fernández (1949)
- Dimenticati da Dio (Pueblerina), regia di Emilio Fernández (1949)
- La virtud desnuda, regia di Emilio Fernández (1949)
- L'edera, regia di Augusto Genina (1950)
- Un dia de vida, regia di Emilio Fernández (1950)
- Le rive della morte (El río y la muerte), regia di Luis Buñuel (1955)
- Pane, amore e Andalusia (Pan, amor y... Andalucía), regia di Javier Setó (1958)
- Il dominatore degli Indios (Ánimas Trujano - El hombre importante), regia di Ismael Rodríguez (1961)
- I fratelli di ferro (Los hermanos del hierro) regia di Ismael Rodríguez (1961)

### Telenovelas
- Las momias de Guanajuato (1962)
- El caminante (1962)
- La tormenta (1967)
- Los inconformes (1968)
- La carrozza (El carruaje) (1972)
- Cartas sin destino (1973)
- Anche i ricchi piangono (Los ricos también lloran) (1979)
- Aprendiendo a amar (1980)

## Doppiatrici italiane
- Lydia Simoneschi in L'edera
- Laura Carli in Pane, amore e Andalusia
- Flora Carosello in Anche i ricchi piangono
- Ada Maria Serra Zanetti in Le rive della morte (doppiaggio tardivo)